# Hoffmannia aeruginosa
Hoffmannia aeruginosa Stand. är en måreväxt.
Hoffmannia aeruginosa ingår i släktet Hoffmannia och familjen måreväxter. 
Artens utbredningsområde är Costa Rica. Inga underarter finns listade i Catalogue of Life.